# TANK-binding kinase 1
La proteína Quinasa Serina/treonina TBK1 es una enzima que en los humanos está codificado por el gen TBK1.
El complejo de proteínas NF-kappa-B (NFKB) es inhibido por las proteínas I-kappa-B (IKB), por lo que se inactiva NFKB atrapandola en el citoplasma.  La fosforilación de residuos de serina en la proteína IKB por quinasas IKB marca su vía de destrucción por la ruta de la uquitinación, permitiendo de esta manera su activación y translocación nuclear del complejo NFKB. La proteína codificada por este gen es similar a las quinasas IKB y puede mediar en la activación de NFKB en respuesta a determinados factores de crecimiento. Por ejemplo, esta proteína puede formar un complejo con la proteína IKB TANK y TRAF2 y liberar la inhibición de NFKB causada por TANK. 

## Interacciones
TANK-unión a Quinasa 1 ha sido propuesta para interaccionar con:
- NCK1,
- TANK
- TRAF2.

Los factores transcripcionales que acti activaron a TBK1 activación incluye IRF3, IRF7  y ZEB1.

## Importancia clínica
Inhibición de quiinasa IkB(IKK) y IKK-quinasas, IKBKE (IKKε) y TANK-unión a quinasas 1 (TBK1), ha sido investigado como opción terapéutica para el tratamiento de enfermedades inflamatorias y cáncer.